# 山陰歴史館
米子市立 山陰歴史館（よなごしりつ さんいんれきしかん）は鳥取県米子市にある博物館。  

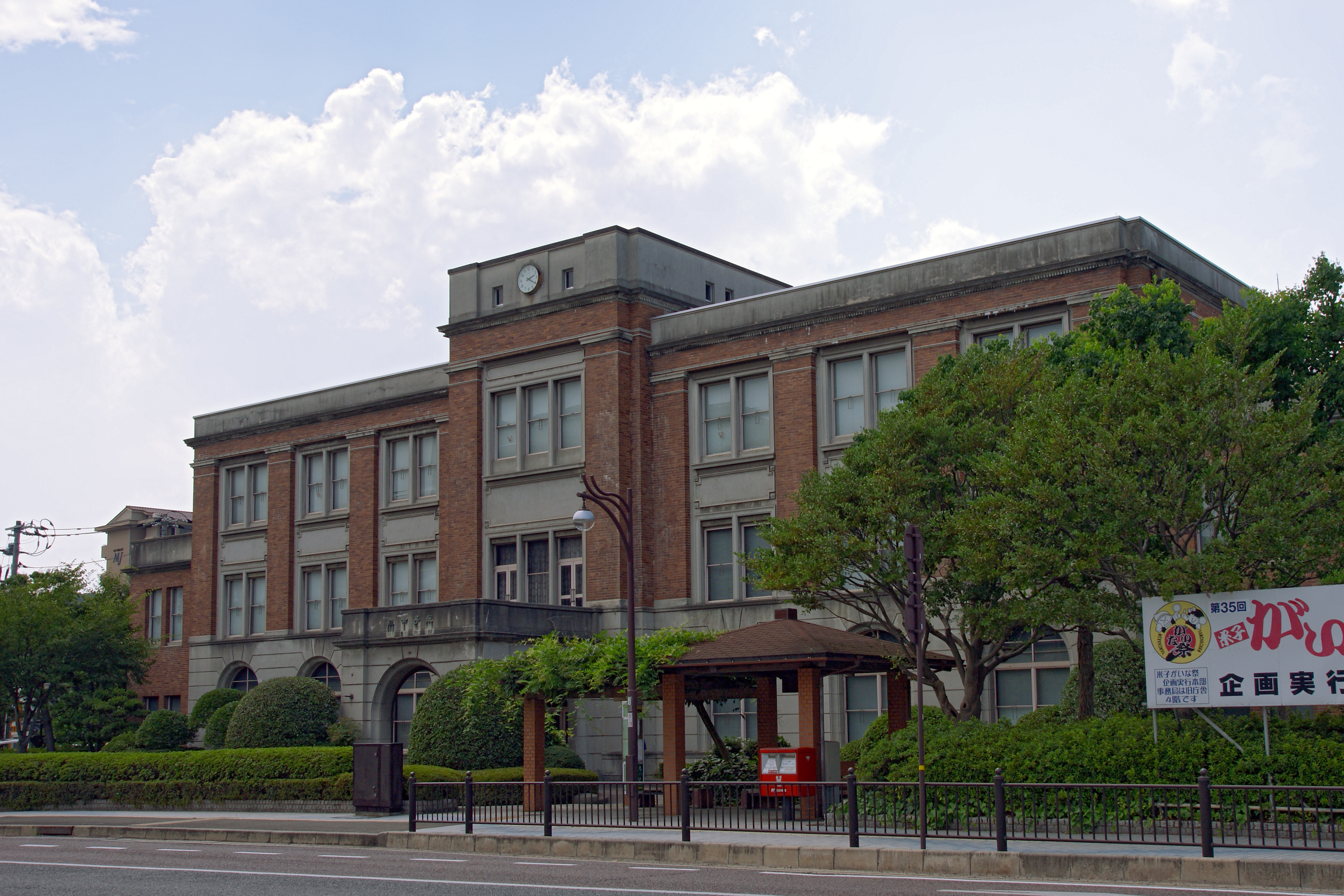
外観

## 概要
1940年に足立正より考古学・歴史・民俗資料コレクション9300点の寄贈を受けて、西町の商品陳列館内に開館した。
1984年より、1930年に米子市庁舎の用途で建設された近代建築である旧米子市庁舎を館施設として使用する。
常設展示フロアは、米子城の関係資料を展示する「米子城物語」と市指定史跡・目久美遺跡の出土品や近代の生活用具を展示する「なつかしの生活用具」で構成される。

## 建築（旧米子市庁舎）概要
- 設計 - 佐藤功一、増戸憲雄
- 竣工 - 1930年（昭和5年）7月1日
- 施工 - 鴻池組
- 構造 - 鉄筋コンクリート3階建て、赤レンガ色タイル張り、近世欧米式「鍵の手造り」
- 建築面積 - 683.67平方メートル
- 延床面積 - 2030.45平方メートル
- 工費 - 21.5万円
- 備考 - 米子市指定有形文化財（1977年4月1日指定）

## 利用情報
- 開館時間 - 9:30 -　18:00（入館は17:30まで）
- 休館日 - 火曜日、祝日の翌日、年末年始（12月29日 - 翌年1月3日）
- 所在地 - 〒683-0822 鳥取県米子市中町20
- 管理・運営 - （指定管理者）一般財団法人米子市文化財団
- 備考 - 夜間ライトアップされる。

## 交通アクセス
- 山陰本線 米子駅 徒歩15分
- 山陰本線 米子駅から路線バス「市役所前」下車 徒歩1分

## 周辺
- 米子市役所
- 米子市立図書館
- 米子市美術館
- 米子市福市考古資料館